# Heinkel He 115
O Heinkel He 115 foi um hidroavião alemão da Segunda Guerra Mundial. Foi usado como torpedeiro, aeronave de reconhecimento aéreo e também "plantou" minas aquáticas. Este avião monoplano bimotor foi exportado para vários países. É considerado um dos melhores hidroaviões da Segunda Guerra Mundial. Nenhuma exemplar sobreviveu até aos dias de hoje.

## Operadores
Bulgária
- Força Aérea da Bulgária

 Finlândia
- Força Aérea da Finlândia

 Alemanha Nazi
- Luftwaffe

 Noruega
- Força Aérea da Noruega

 Suécia
- Força Aérea da Suécia

 Reino Unido
- Real Força Aérea